# ベルト・アッペルモント
ベルト・アッペルモント（Bert Appermont, 1973年12月27日 - ）は、ベルギーの作曲家。作品は吹奏楽編成によるものが多い。

## 人物・来歴
ベルギー・リンブルフ州ビルゼン出身。ルーヴェンのレメンス音楽院に入学し、ヤン・ヴァン＝デル＝ローストらに師事して作曲、指揮などを学ぶ。1998年に同校を卒業、作曲家として活動を始める。ロベルト・フィン（Robert Finn）の筆名でもいくつかの作品を発表していた。
CDに楽曲が収録されるなどして、日本でアッペルモントの名が知られるきっかけとなった「ノアの方舟」は、レメンス音楽院の卒業課題として作曲した曲である。
アッペルモントの楽曲は、日本国内においても、近年 各種学校から市民バンドに至るまで多くの吹奏楽団体によってコンサートやコンクールなどの場において演奏される機会が増えてきており、新進気鋭の作曲家として注目されている。

## 主要作品
アッペルモントの作品には、伝説や物語を題材にしたものが多い。

### 吹奏楽作品
- めざめ The Awakening （1997年）
- トロンボーンのための「カラーズ」 Colors for trombone （1998年） （吹奏楽とソロトロンボーンによるトロンボーン協奏曲）
- ノアの方舟 Noah's Ark（1998年）
  1. お告げ The Message
  2. 動物たちのパレード Parade of the Animals
  3. 嵐 The Storm
  4. 希望の歌 Song of Hope
- ザ・ラウンド・テーブル The round table （2000年）
- ガリバー旅行記 Gulliver's Travels （2000年）
  1. リリパット（小人の国） Liliput (Land of the Midgets)
  2. ブロブディングナグ（巨人の国） Brobdingnag (Land of the giants)
  3. ラピュータ（空飛ぶ島） Laputa (The floating Island)
  4. フィヌム（馬の国） The Houyhnms (Land of the Horses)
- エリコ Jericho （2002年）
  1. 流浪の年月 Years of Exile
  2. エリコの戦い The Battle of Jericho
  3. 勝利 Victory
  4. 祝祭 Celebration
- 交響曲第1番「ギルガメシュ」 Symphonie Nr. 1 "Gilgamesch" （2003年）
  1. ギルガメシュとエンキドゥ Gilgamesch and Enkidu
  2. 巨人たちの戦い Battle of Titans
  3. 森の中の冒険 Adventures in the Forest
  4. ウトナピシュティムへの道のり Journey to Utnapishim
- 交響詩「エグモント」 Egmont （2004年）
- アイヴァンホー Ivanhoe （2004年）
  1. 騎士道のおきて Code of Chivalry
  2. 忠義か愛か Loyalte or Love
  3. 戦いと終曲 Battle and Finale
- アブサロン Absalon
- ミクロトピア Microtopia
- ラプンツェル Rapunzel
- サガ・キャンディダ（純真な物語）～魔女狩りの七つの印象～ Saga Candida
- サガ・マリーニャ（邪悪な物語） Saga Maligna

（以上2曲はミュージカル「サタンの種」から再構成した演奏会用組曲）
- ディエス・インフェルヌス（地獄の日） Dies Infernus
- ビッグ・バン Big Bang
- 交響曲第2番「黄金時代」 The Golden Age （2011年）
- ブリュッセル・レクイエム A Brussels Requiem （2016年）